# 1827 Atkinson
1827 Atkinson eller 1962 RK är en asteroid i huvudbältet, som upptäcktes 7 september 1962 av Indiana Asteroid Program vid Indiana University Bloomington med Goethe Link Observatory. Asteroiden har fått sitt namn efter Robert d'Escourt Atkinson.
Asteroiden har en diameter på ungefär 8 kilometer.